# La diciassettesima luna
La diciassettesima luna (Beautiful Darkness) è un romanzo dark fantasy scritto da Kami Garcia e Margaret Stohl e pubblicato negli Stati Uniti il 12 ottobre 2010 da parte della casa editrice Little, Brown and Company. È il secondo libro della serie The Caster Chronicles, e prosegue il racconto degli eventi narrati ne La sedicesima luna.

## Trama
Il romanzo si apre con il funerale di Macon Ravenwood, la cui vita è stata presa dal Libro delle Lune come prezzo per salvare quella di Ethan, accoltellato da Sarafine; alla fine della cerimonia Ethan nota un inkubus che si avvicina a Lena per farle le condoglianze e le regala un piccolo passero d'argento. Due mesi dopo il funerale, Ethan si reca a Ravenwood Manor per convincere Lena, che nel frattempo si era auto-reclusa in casa, a rientrare a scuola. Ethan riesce a convincere Lena a uscire, ma la ragazza è sempre malinconica e persa nei suoi pensieri, e Ethan si accorge che qualcosa è cambiato dentro di lei.
Lena, obbligata dalla nonna, riprende a frequentare la scuola in vista degli esami di fine anno, ma i suoi rapporti con Ethan non migliorano anzi i due ragazzi litigano spesso anche per via dei rapporti di Lena con John Breed, l'inkubus che si era avvicinato a lei il giorno del funerale e che Lena sta continuando a vedere. La situazione precipita durante una gita al lago, quando Lena, sconvolta dopo un bacio con Ethan, scappa via a bordo della Harley Davidson di John. Ethan rompe i rapporti con Lena, e durante il suo lavoro estivo alla biblioteca di Gatlin incontra Olivia "Liv" Durand, con cui stringe un rapporto di amicizia. Lena soffre di gelosia vedendo Ethan assieme a Liv, e quando li incontra durante la festa del paese sfoga la sua rabbia lanciando incantesimi causando un enorme caos, per poi scomparire in un tunnel assieme a John Breed e a sua cugina Ridley.
Ethan, assieme al suo amico Link, si reca alla Domus Lunae Libri per cercare l'aiuto di Marian, ma con grande sorpresa trova anche Liv, scoprendo che la ragazza è un'apprendista custode. Liv e Marian svelano a Ethan che anche lui è legato al mondo dei Caster: è un Trovavia, un mortale che ha il compito di mostrare la via ad un particolare Caster a cui è indissolubilmente legato. Ethan si convince che il Caster a cui è legato non è altri che Lena e decide di mettersi alla sua ricerca. Assieme al suo amico Link e a Liv decidono di entrare anche loro nei tunnel per ritrovare Lena. I tre arrivano ad un bar di Caster dove trovano Lena che balla abbracciata a John Breed; Ethan scappa via furioso e per la rabbia quasi bacia Liv, bloccandosi all'ultimo.
Tornati a Gatlin, Ethan cerca di chiarirsi con Lena, ma la ragazza gli rivela che ha deciso di andarsene via dalla città per poi lanciare un incantesimo che impedisce a Ethan di rivelare quest'informazione. Dopo la sua scomparsa, Ethan e Liv capiscono che dietro l'evento c'è la mano di Sarafine, che vuole anticipare la diciassettesima luna e la scelta di Lena. Assieme a Ridley, che è preoccupata per la sorte della cugina, Link e Lucille (il gatto della zia di Ethan) decidono di andare nuovamente nei Caster Tunnel alla ricerca di Lena che nel frattempo è stata condotta da John Breed verso la Grande Barriera.
Dopo una dura battaglia contro Sarafine, a cui partecipano anche Leah Ravenwood, Amma, Gramma, Aurelia Valentin e Twyla Valentin, i ragazzi riescono a salvare Lena e anche a resuscitare lo zio Macon. Arrivato il momento della scelta, Lena decide di essere per metà Tenebre e per metà Luce, poiché se avesse scelto una delle due fazioni tutti i familiari appartenenti all'altra sarebbero morti.
Al rientro a Gatlin Ethan e Lena finalmente si riappacificano e riprendono la loro relazione. Link, che è stato morso da John Breed durante la battaglia, si è trasformato parzialmente in Inkubus. Ridley invece a seguito dello scontro con Sarafine ha perso tutti i suoi poteri da sirena.

## Critica
Il libro ha ricevuto prevalentemente recensioni positive. Il Manila Bulletin scrive che il libro «offre una soluzione soddisfacente a gran parte delle questioni rimaste irrisolte al termine de la sedicesima luna». Booklist ha lodato l'atmosfera gotica del racconto e i nuovi personaggi. Kirkus Reviews ha scritto che nonostante una trama più debole e affrettata rispetto al precedente, i lettori troveranno comunque soddisfazione dalla lettura di questo secondo capitolo.